# Craig Gilmore
Craig Gilmore (ur. 2 maja 1968) – amerykański aktor filmowy i telewizyjny, śpiewak, znany ze współpracy z reżyserem Greggiem Arakim; wystąpił w dwóch jego filmach New Queer Cinema: w tragikomedii The Living End (1992) jako nihilistyczny krytyk filmowy i dramacie Totally Fucked Up (1993) w drugoplanowej roli Brendana.

## Życiorys
Pochodzi z Kalifornii Północnej. Swoją karierę zawodową swoją karierę zawodową rozpoczął w wieku 18 lat, wykonując standardowy repertuar teatrów muzycznych i występując w Kalifornii. Po ukończeniu American Conservatory Theatre w San Francisco, przeniósł się do Nowego Jorku, gdzie uczęszczał do Manhattan School of Music. Występował także w kilku trasach krajowych, oryginalnych musicalach i programach telewizyjnych. Był związany z Opera a la Carte Gilbert i Sullivan w Los Angeles jako główny tenor w operetkach W.S. Gilberta (libretto) i Arthura Sullivana (muzyka): Piraci z Penzance, H.M.S.Pinafore, Gondolierzy, The Mikado, Zoo i Trial By Jury, a także w wielu różnych koncertach i programach edukacyjnych.
Po przeprowadzce do Los Angeles, w 1984 wystąpił gościnnie w serialu stacji CBS CBS Schoolbreak Special. Wkrótce został zaangażowany przez Gregga Araki do niezależnego filmu  The Living End (1992).
Występował także w Europie w głównych rolach w Carmen, Wesołej wdówce, Così fan tutte, oryginalnej operze o Walcie Whitmanie Whitman, Susannah, jako Ricardo w Monteverdiego Il Triomfe de l’Honore w Opera Theatro w Lukce, a także miał kilka recitali solowych. Reprezentował też Żydowską Federację Los Angeles w Izraelu, gdzie nagrywał w studiu operowym w Tel Awiwie.

## Filmografia
- 1984: CBS Schoolbreak Special jako Eric Feldman
- 1992: The Living End jako Jon
- 1993: Totally Fucked Up jako Brendan